# Benevento Calcio 2010-2011
Questa voce raccoglie le informazioni riguardanti il Benevento Calcio nelle competizioni ufficiali della stagione 2010-2011.

## Rosa
| N. |                      | Ruolo | Calciatore           |
| -- | -------------------- | ----- | -------------------- |
|    | Italia (bandiera)    | P     | Gabriele Aldegani    |
|    | Italia (bandiera)    | P     | Paolo Corradino      |
|    | Italia (bandiera)    | P     | Giuseppe Zotti       |
|    | Romania (bandiera)   | P     | Claudiu Ioan Baican  |
|    | Italia (bandiera)    | D     | Davide Cattaneo      |
|    | Italia (bandiera)    | D     | Ivan Pedrelli        |
|    | Italia (bandiera)    | D     | Andrea Signorini     |
|    | Italia (bandiera)    | D     | Angelo Siniscalchi   |
|    | Italia (bandiera)    | D     | Giovanni Formiconi   |
|    | Italia (bandiera)    | D     | Walter Zullo         |
|    | Italia (bandiera)    | D     | Diego Palermo        |
|    | Argentina (bandiera) | D     | Juan Manuel Landaida |
|    | Brasile (bandiera)   | D     | Fernando Cedrola     |
|    | Italia (bandiera)    | C     | Giovanni La Camera   |
|    | Italia (bandiera)    | C     | Emanuele D'Anna      |

| N. |                      | Ruolo | Calciatore             |
| -- | -------------------- | ----- | ---------------------- |
|    | Italia (bandiera)    | C     | Raffaele Bianco        |
|    | Italia (bandiera)    | C     | Carlo De Risio         |
|    | Italia (bandiera)    | C     | Stefano Furno          |
|    | Italia (bandiera)    | C     | Gabriele Pacciardi     |
|    | Italia (bandiera)    | C     | Andrea Pintori         |
|    | Italia (bandiera)    | C     | Antonio Vacca          |
|    | Italia (bandiera)    | C     | Claudio Grauso         |
|    | Italia (bandiera)    | C     | Imperio Carcione       |
|    | Italia (bandiera)    | C     | Antonio Zito           |
|    | Italia (bandiera)    | A     | Giampiero Clemente     |
|    | Italia (bandiera)    | A     | Felice Evacuo          |
|    | Italia (bandiera)    | A     | Domenico Germinale     |
|    | Italia (bandiera)    | A     | Alessio Viola          |
|    | Argentina (bandiera) | A     | Sebastian Andres Bueno |
|    | Brasile (bandiera)   | A     | Joelson                |

## Risultati

### Campionato

#### Girone di andata
| Benevento 22 agosto 2010, ore 16:00 CEST 1ª giornata | Benevento | 2 – 1 referto | Gela | Stadio Ciro Vigorito |

| Lanciano 29 agosto 2010, ore 16:00 CEST 2ª giornata | Virtus Lanciano            | 1 – 0 referto | Benevento | Stadio Guido Biondi\| Arbitro: \| Michele di Ciommo (Venosa) \| |
| Arbitro:                                            | Michele di Ciommo (Venosa) |               |           |                                                                 |

| Benevento 5 settembre 2010, ore 15:00 CEST 3ª giornata | Benevento | 1 – 1 | Nocerina | Stadio Ciro Vigorito |

| 12 settembre 2010, ore 15:00 CEST 4ª giornata | Atletico Roma | 3 – 0 | Benevento |  |

| Benevento 19 settembre 2010, ore 15:00 CEST 5ª giornata | Benevento | 1 – 0 | Siracusa | Stadio Ciro Vigorito |

| 26 settembre 2010, ore 15:00 CEST 6ª giornata | Viareggio | 1 – 2 | Benevento |  |

| Benevento 3 ottobre 2010, ore 15:00 CEST 7ª giornata | Benevento | 3 – 1 | Ternana | Stadio Ciro Vigorito |

| 10 ottobre 2010, ore 15:00 CEST 8ª giornata | Cosenza | 1 – 2 | Benevento |  |

| Benevento 17 ottobre 2010, ore 15:00 CEST 9ª giornata | Benevento | 0 – 0 | Taranto | Stadio Ciro Vigorito |

| 24 ottobre 2010, ore 15:00 CEST 10ª giornata | Pisa | 1 – 1 | Benevento |  |

| Benevento 31 ottobre 2010, ore 14:30 CET 11ª giornata | Benevento | 2 – 1 | Lucchese | Stadio Ciro Vigorito |

| 7 novembre 2010, ore 14:30 CET 12ª giornata | Barletta | 1 – 1 | Benevento |  |

| Benevento 14 novembre 2010, ore 14:30 CET 13ª giornata | Benevento | 1 – 0 | Cavese | Stadio Ciro Vigorito |

| Benevento 21 novembre 2010, ore 14:30 CET 14ª giornata | Benevento | 2 – 0 | Andria BAT | Stadio Ciro Vigorito |

| 28 novembre 2010, ore 14:30 CET 15ª giornata | Foggia | 2 – 1 | Benevento |  |

| Benevento 5 dicembre 2010, ore 14:30 CET 16ª giornata | Benevento | 2 – 0 | Foligno | Stadio Ciro Vigorito |

| 11 dicembre 2010, ore 14:30 CET 17ª giornata | Juve Stabia | 2 – 1 | Benevento |  |

#### Girone di ritorno
| 19 dicembre 2010, ore 14:30 CET 18ª giornata | Gela | 0 – 1 | Benevento |  |

| Benevento 9 gennaio 2011, ore 14:30 CET 19ª giornata | Benevento | 1 – 1 | Virtus Lanciano | Stadio Ciro Vigorito |

| 16 gennaio 2011, ore 14:30 CET 20ª giornata | Nocerina | 3 – 3 | Benevento |  |

| Benevento 23 gennaio 2011, ore 14:30 CET 21ª giornata | Benevento | 2 – 0 | Atletico Roma | Stadio Ciro Vigorito |

| 6 febbraio 2011, ore 14:30 CET 22ª giornata | Siracusa | 1 – 0 | Benevento |  |

| Benevento 13 febbraio 2011, ore 14:30 CET 23ª giornata | Benevento | 2 – 2 | Viareggio | Stadio Ciro Vigorito |

| 20 febbraio 2011, ore 14:30 CET 24ª giornata | Ternana | 1 – 3 | Benevento |  |

| Benevento 27 febbraio 2011, ore 14:30 CET 25ª giornata | Benevento | 3 – 1 | Cosenza | Stadio Ciro Vigorito |

| 13 marzo 2011, ore 14:30 CET 26ª giornata | Taranto | 3 – 1 | Benevento |  |

| Benevento 20 marzo 2011, ore 14:30 CET 27ª giornata | Benevento | 1 – 0 | Pisa | Stadio Ciro Vigorito |

| 27 marzo 2011, ore 15:00 CEST 28ª giornata | Lucchese | 1 – 2 | Benevento |  |

| Benevento 11 aprile 2011, ore 20:45 CEST 29ª giornata | Benevento | 1 – 2 | Barletta | Stadio Ciro Vigorito |

| 17 aprile 2011, ore 15:00 CEST 30ª giornata | Città de la Cava | 2 – 3 | Benevento |  |

| 24 aprile 2011, ore 15:00 CEST 31ª giornata | Andria BAT | 1 – 1 | Benevento |  |

| Benevento 1º maggio 2011, ore 15:00 CEST 32ª giornata | Benevento | 4 – 3 | Foggia | Stadio Ciro Vigorito |

| 8 maggio 2011, ore 15:00 CEST 33ª giornata | Foligno | 2 – 2 | Benevento |  |

| Benevento 15 maggio 2011, ore 15:00 CEST 34ª giornata | Benevento | 1 – 1 | Juve Stabia | Stadio Ciro Vigorito |

### Play-off
| Castellammare di Stabia 29 maggio 2011 Play-off - andata | Juve Stabia | 2 – 1 | Benevento | Stadio Romeo Menti |

| Benevento 5 giugno 2011 Play-off - ritorno | Benevento | 1 – 1 | Juve Stabia | Stadio Ciro Vigorito |

### Coppa Italia
| Arbitro: | Cifelli (Campobasso) |

|                                |           |           |
| Evacuo 39’, 44’, 50’, 52’, 56’ | Marcatori | 31’ Bedin |

| Arbitro: | Giacomelli (Trieste) |

|                              |           |                     |
| Soligo 7’ Sgrigna 29’ (rig.) | Marcatori | 14’ (rig.) Clemente |